# Rudi Erben
Rudi Erben (...) è un ex bobbista tedesco.

## Biografia
Bobbista durante la metà del XX secolo, ai campionati mondiali vinse una medaglia d'argento a Garmisch-Partenkirchen 1953, nel bob a quattro con Andreas Ostler, Heinz Wendlinger e Hans Hohenester.